# Zenas Leonard
Zenas Leonard (* 19. März 1809 im Clearfield County, Pennsylvania, USA; † 14. Juli 1857 in Sibley, Missouri, USA) war ein US-amerikanischer Mountain Man und Pionier. Bekannt wurde er vor allem durch sein Buch Narrative of the Adventures of Zenas Leonard.

## Biografie
Leonard wurde 1809 in Pennsylvania geboren. Als junger Erwachsener arbeitete er in Pittsburgh, bevor er nach St. Louis in Missouri zog und für die Pelzhandelsfirma Gannt & Blackwell arbeitete.
Im April 1831 ging er mit etwa 70 Männern auf eine Expedition für Gannt & Blackwell, um im Westen Pelztiere zu jagen und mit Fellen zu handeln. Die Männer lebten von dem, was das Land ihnen bot, und ertrugen große Entbehrungen. Pferde starben im harten Winter, und die Männer waren zeitweise dem Hungertod nahe. Sie überlebten unter anderem durch den Handel mit amerikanischen Ureinwohnern.
Da Gannt & Blackwell bankrottging, jagte Leonard im nächsten Jahr für Thomas Fitzpatrick von der Rocky Mountain Fur Company, und 1833 für Benjamin Bonneville. In dessen Auftrag zog er mit Joseph R. Walker und seiner Gruppe von Männern bis nach Kalifornien; sie kehrten 1834 zurück. Nach einem weiteren Jahr in den Rocky Mountains kehrte Leonard 1835 mit Bonneville zurück in die Zivilisation. In Pennsylvania schrieb er seine Erlebnisse auf.
Leonards Aufzeichnungen wurden 1839 in Buchform veröffentlicht, nachdem sie zuvor im Clearfield Republican erschienen waren. Leonard selbst war zu dieser Zeit bereits wieder nach Missouri gezogen. Er ließ er sich in der neu gegründeten Stadt Sibley nieder, eröffnete einen Gemischtwarenladen und betrieb ein Dampfschiff zwischen Sibley und St. Louis.
Leonard heiratete Isabel Harrelson; das Paar hatte drei Kinder. Zenas Leonard starb am 14. Juli 1857 in Sibley, wo er auch bestattet wurde.